# Андрысович, Лазарь
Лазарь Андрысович (Андрисович) (пол. Łazarz Andrysowicz, род. ? в Стрыкуве — умер до 22 мая 1577) — польский книгопечатник эпохи Возрождения, владелец типографии Лазаря. Издал около 270 книг, при этом большое внимание уделял эстетике публикаций. Отец Яна Янушовского.

## Биография
Дата рождения Андрысовича неизвестна. Известно, что он был родом из Стрыкува. В 1550 году женился на Барбаре, вдове краковского книгопечатника и издателя Иеронима Ветора. Благодаря этому браку стал владельцем основанной им типографии, впоследствии известной как типография Лазаря (пол. Drukarnia Łazarzowa) по имени владельца. Он расширил и модернизировал мастерскую, продолжая печатать книги под своим именем. В 1569—1571 годах служил королевским сервитором. После смерти Андрысовича издательское дело продолжил его сын Ян Янушовский, который привёл типографию к процветанию.

## Книгопечатание
Издательство Андрысовича опубликовало 261 издание на нескольких языках, в том числе 130 на польском языке, включая произведения М. Кромера, А. Фрича Моджевского, С. Ожеховского, сборники законов Б. Гроицкого.
Андрысович опубликовал множество книг, важных для развития польской науки, таких как «O sprawie, sypaniu, wymierzaniu i rybieniu stawów» 1573 года, которая является первым трудом на польском языке по рыбоводству и гражданскому строительству, а также первый труд на польском языке по геодезии и землеустройству «Geometria to jest miernicka nauka» Станислава Гжепского 1566 года. Его музыкальные публикации высоко ценятся; он издал среди прочего работы Миколая Гомулки, Вацлава из Шамотул и Валентина Бакфарка. Кроме того, в типографии издано много церковных книг, которые требовались католическому духовенству после Тридентского собора 1545—1563 годов.
Типография славилась качественными изданиями и высоким редакторским уровнем.